# Campionat de Polònia de ciclisme en ruta

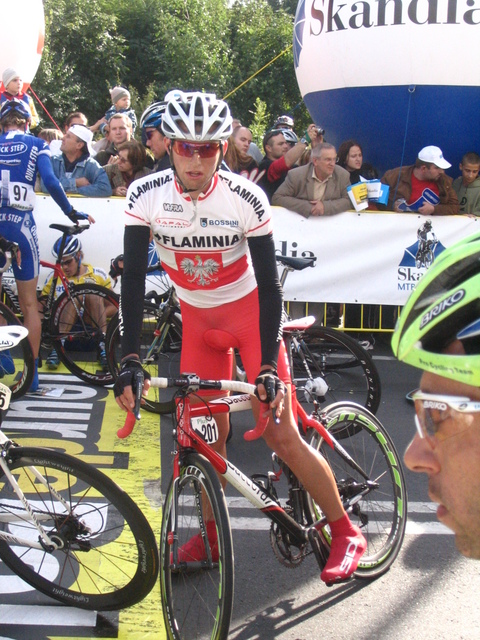
Tomasz Marczyński, amb el mallot de Campió de Polònia

El Campionat de Polònia de ciclisme en ruta s'organitza anualment des de l'any 1921 per determinar el campió ciclista de Polònia en la modalitat. A partir de la dècada de 1990 la cursa va estar oberta a ciclistes professionals.
El títol s'atorga al vencedor d'una única carrera, en la modalitat de ruta. El vencedor obté el dret a portar un mallot amb els colors de la bandera polonesa fins al campionat de l'any següent quan disputa proves en ruta.

## Palmarès masculí
De 1919 a 1994 les curses eren disputades per ciclistes amateurs. El 1995 es va obrir als professionals.
| Any      | Primer                | Segon                 | Tercer                 |
| 1919     | Franciszek Zawadzki   | Stanisław Gronczewski | Feliks Kubasiński      |
| 1921     | Józef Lange           | Wiktor Hoechsman      | Henryk Chyłko          |
| 1922     | Wiktor Hoechsman      | Feliks Kubasiński     | Jan Łazarski           |
| 1923     | Wiktor Hoechsman      | Henryk Chyłko         | Izydor Stieglitz       |
| 1924     | Wiktor Hoechsman      | Kazimierz Krzemiński  | Marian Blicharski      |
| 1925     | Mieczysław Lange      | Tadeusz Bartodziejski | Oswald Miller          |
| 1926     | Kazimierz Dusiński    | Tadeusz Bartodziejski | Serafin Ziembicki      |
| 1927     | Jerzy Waliński        | Eugeniusz Michalak    | Franciszek Kostrzębski |
| 1928     | Józef Stefański       | Stanisław Kłosowicz   | Julian Popowski        |
| 1929     | Józef Stefański       | Feliks Więcek         | Wacław Kołodziejczyk   |
| 1930     | Józef Stefański       | Antoni Wlokas         | Stanisław Kłosowicz    |
| 1931     | Józef Stefański       | Stanisław Kłosowicz   | Eugeniusz Targoński    |
| 1932     | Stanisław Kłosowicz   | Wilhelm Dłucik        | Mieczysław Narożny     |
| 1933     | Michal Korsak-Zaleski | Feliks Brymas         | Franciszek Kielbasa    |
| 1934     | Wiktor Olecki         | Franciszek Kiełbasa   | Ewald Rurański         |
| 1935     | Boleslaw Napierala    | Wiktor Olecki         | Franciszek Kielbasa    |
| 1936     | Stanisław Zieliński   | Wiktor Olecki         | Jan Kluj               |
| 1937     | Stanisław Wasilewski  | Władysław Wandor      | Józef Ignaczak         |
| 1938     | Józef Kapiak          | Mieczysław Kapiak     | Franciszek Kiełbasa    |
| 1939     | Józef Kapiak          | Stanisław Wasilewski  | Mieczysław Kapiak      |
| 1945     | Zygmunt Wisniewski    | Waclaw Wójcik         | Jan Kluj               |
| 1946     | Jan Kluj              | Marian Rzeznicki      | Tadeusz Gabrych        |
| 1947     | Boleslaw Napierala    | Waclaw Wójcik         | Kazimierz Banski       |
| 1948     | Lucjan Pietraszewski  | Waclaw Wrzesiński     | Marian Rzeznicki       |
| 1949     | Waclaw Wrzesiński     | Henryk Czyz           | Marian Rzeznicki       |
| 1950     | Waclaw Wójcik         | Teofil Salyga         | Wojciech Krolikowski   |
| 1951     | Jozef Kapiak          | Henryk Czyz           | Waclaw Wójcik          |
| 1952     | Stanisław Krolak      | Teofil Salyga         | Stanisław Swiercz      |
| 1953     | Wladyslaw Klabinski   | Stanisław Krolak      | Mieczysław Wilczewski  |
| 1954     | Tadeusz Drazkowski    | Eligiusz Grabowski    | Stanisław Bedynski     |
| 1955     | Stanisław Krolak      | Henryk Hadasik        | Wladyslaw Klabinski    |
| 1956     | Andrzej Trochanowski  | Waclaw Wrzesiński     | Henryk Lasak           |
| 1957     | Andrzej Trochanowski  | Janusz Paradowski     | Stanisław Bugalski     |
| 1958     | Boguslaw Fornalczyk   | Jerzy Pancek          | Stanisław Krolak       |
| 1959     | Janusz Paradowski     | Jan Chtiej            | Henryk Kowalski        |
| 1960     | Jan Kudra             | Mieczysław Wilczewski | Zygmunt Kaczmarczyk    |
| 1961     | Roman Chtiej          | Stanisław Gazda       | Józef Gawliczek        |
| 1962     | Jan Kudra             | Kazimierz Domański    | Jan Ścibiorek          |
| 1963     | Roman Chtiej          | Adam Gęszka           | Waldemar Słowiński     |
| 1964     | Jan Kudra             | Józef Staroń          | Marian Kegel           |
| 1965     | Józef Staroń          | Marian Forma          | Wojciech Goszczyński   |
| 1966     | Jan Magiera           | Marian Kegel          | Jan Kudra              |
| 1967     | Wojciech Matusiak     | Zenon Czechowski      | Józef Gawliczek        |
| 1968     | Kazimierz Jasiński    | Marian Kegel          | Stanisław Żaczek       |
| 1969     | Ryszard Szurkowski    | Andrzej Kaczmarek     | Zenon Czechowski       |
| 1970     | Zygmunt Hanusik       | Lech Kluj             | Lucjan Lis             |
| 1971     | Edward Barcik         | Stanisław Szozda      | Jan Smyrak             |
| 1972     | Tadeusz Kmiec         | Zbigniew Krzeszowiec  | Zygmunt Hanusik        |
| 1973     | Stanisław Szozda      | Ryszard Szurkowski    | Janusz Kowalski        |
| 1974     | Ryszard Szurkowski    | Stanisław Szozda      | Janusz Kowalski        |
| 1975     | Ryszard Szurkowski    | Wojciech Matusiak     | Stanisław Mikołajczuk  |
| 1976     | Jan Brzeźny           | Mieczysław Nowicki    | Ryszard Szurkowski     |
| 1977     | Tadeusz Zawada        | Florian Andrzejewski  | Stanisław Czaja        |
| 1978     | Ryszard Szurkowski    | Jan Brzeźny           | Jan Jankiewicz         |
| 1979     | Ryszard Szurkowski    | Jan Krawczyk          | Jan Faltyn             |
| 1980     | Janusz Pożak          | Tadeusz Wojtas        | Jan Brzeźny            |
| 1981     | Jan Brzeźny           | Józef Szpakowski      | Jan Majchrowski        |
| 1982     | Lech Piasecki         | Jerzy Świnoga         | Sławomir Podwójniak    |
| 1983     | Andrzej Jaskuła       | Tadeusz Piotrowicz    | Adam Zagajewski        |
| 1984     | Lechoslaw Michalak    | Andrzej Mierzejewski  | Lech Piasecki          |
| 1985     | Andrzej Mierzejewski  | Mieczysław Karłowicz  | Marek Szerszyński      |
| 1986     | Sławomir Krawczyk     | Mieczysław Mazurek    | Roman Rękosiewicz      |
| 1987     | Zdzisław Wrona        | Marian Gołdyn         | Zbigniew Szczepkowski  |
| 1988     | Andrzej Mierzejewski  | Zdzisław Wrona        | Andrzej Sypytkowski    |
| 1989     | Joachim Halupczok     | Zbigniew Albin        | Janusz Domin           |
| 1990 (P) | Zenon Jaskuła         | Marek Szerszynski     | Marek Kulas            |
| 1990 (A) | Czesław Rajch         | Sławomir Krawczyk     | Jacek Mickiewicz       |
| 1991     | Marek Leśniewski      | Jerzy Sikora          | Bogdan Jamiński        |
| 1992     | Czesław Rajch         | Andrzej Sypytkowski   | Zbigniew Piątek        |
| 1993     | Marek Leśniewski      | Dariusz Banaszek      | Artur Lemcio           |
| 1994     | Jacek Mickiewicz      | Paweł Niedźwiecki     | Wojciech Drabik        |
| 1995     | Andrzej Sypytkowski   | Grzegorz Rosolinski   | Jacek Mickiewicz       |
| 1996     | Dariusz Wojciechowski | Marek Leśniewski      | Tomasz Kloczko         |
| 1997     | Piotr Wadecki         | Grzegorz Rosolinski   | Artur Krasinski        |
| 1998     | Tomasz Brożyna        | Grzegorz Gwiazdowski  | Cezary Zamana          |
| 1999     | Cezary Zamana         | Piotr Przydział       | Andrzej Sypytkowski    |
| 2000     | Piotr Wadecki         | Zbigniew Piątek       | Dariusz Wojciechowski  |
| 2001     | Radosław Romanik      | Zbigniew Piątek       | Pawel Niedzwiecki      |
| 2002     | Grzegorz Gronkiewicz  | Krzysztof Jeżowski    | Jaroslav Zarebski      |
| 2003     | Piotr Przydział       | Zbigniew Piątek       | Grzegorz Kwiatkowski   |
| 2004     | Marek Wesoły          | Artur Krzeszowiec     | Krzysztof Jeżowski     |
| 2005     | Adam Wadecki          | Marcin Gebka          | Piotr Mazur            |
| 2006     | Mariusz Witecki       | Tomasz Marczyński     | Kazimierz Stafiej      |
| 2007     | Tomasz Marczyński     | Jacek Morajko         | Robert Radosz          |
| 2008     | Marcin Sapa           | Bartłomiej Matysiak   | Maciej Bodnar          |
| 2009     | Krzysztof Jeżowski    | Tomasz Smolen         | Błażej Janiaczyk       |
| 2010     | Jacek Morajko         | Mariusz Witecki       | Maciej Bodnar          |
| 2011     | Tomasz Marczyński     | Tomasz Smolen         | Maciej Paterski        |
| 2012     | Michał Gołaś          | Tomasz Smolen         | Sylwester Janiszewski  |
| 2013     | Michał Kwiatkowski    | Adrian Honkisz        | Łukasz Bodnar          |
| 2014     | Bartłomiej Matysiak   | Paweł Franczak        | Michał Podlaski        |
| 2015     | Tomasz Marczynski     | Michal Golas          | Paweł Bernas           |
| 2016     | Rafał Majka           | Marek Rutkiewicz      | Sylwester Janiszewski  |
| 2017     | Adrian Kurek          | Marek Rutkiewicz      | Emanuel Piaskowy       |
| 2018     | Michał Kwiatkowski    | Łukasz Bodnar         | Łukasz Owsian          |
| 2019     | Michał Paluta         | Paweł Cieślik         | Mateusz Taciak         |
| 2020     | Stanisław Aniołkowski | Szymon Sajnok         | Paweł Franczak         |
| 2021     | Maciej Paterski       | Alan Banaszek         | Łukasz Owsian          |
| 2022     | Norbert Banaszek      | Szymon Rekita         | Łukasz Owsian          |
| 2023     | Alan Banaszek         | Filip Maciejuk        | Marcin Budzinski       |
| 2024     | Norbert Banaszek      | Bartosz Rudyk         | Patryk Stosz           |
| 2025     | Rafał Majka           | Paweł Bernas          | Mateusz Gajdulewicz    |

### Palmarès sub-23
| Any  | Primer             | Segon              | Tercer                 |
| 2003 | Dariusz Rudnicki   | Artur Król         | Mariusz Wiesiak        |
| 2006 | Michał Gołas       | Piotr Zielinski    | Paweł Wachnik          |
| 2007 | Piotr Krysman      | Maciej Paterski    | Piotr Osiński          |
| 2008 | Piotr Osiński      | Adrian Honkisz     | Marcin Urbanowski      |
| 2009 | Michał Kwiatkowski | Radosław Syrojc    | Piotr Krajewski        |
| 2010 | Paweł Charucki     | Dariusz Gluszak    | Jarosław Kowalczyk     |
| 2011 | Marek Kulas        | Łukasz Owsian      | Karol Domagalski       |
| 2012 | Paweł Poljański    | Paweł Bernas       | Łukasz Wisniowski      |
| 2013 | Łukasz Wisniowski  | Wojciech Migdał    | Konrad Tomasiak        |
| 2014 | Piotr Brożyna      | Wojciech Franczak  | Tomasz Mickiewicz      |
| 2015 | Michał Paluta      | Mateusz Grabis     | Piotr Jaromin          |
| 2016 | Michał Paluta      | Piotr Konwa        | Piotr Brożyna          |
| 2017 | Szymon Tracz       | Damian Slawek      | Tobiasz Pawlak         |
| 2022 | Damian Papierski   | Jakub Soszka       | Radoslaw Fratczak      |
| 2023 | Mikolaj Szulik     | Julian Kot         | Kacper Maciejuk        |
| 2024 | Marek Kapela       | Maxsymilian Radosz | Mateusz Gajdulewicz    |
| 2025 | David Lewandowski  | Michal Pomorski    | Franciszek Matuszewski |

## Palmarès femení
| Any  | Primera              | Segona                     | Tercera                    |
| 1957 | Anna Dydak           | Zofia Adamiak              | Jadwiga Czarkowska         |
| 1958 | Wanda Jankowska      | Irena Waligóra             | Danuta Zimoch              |
| 1959 | Wanda Jankowska      | Maria Fąfrowicz            | Henryka Laskus             |
| 1960 | Henryka Gryczuk      | Elżbieta Wycisk            | Danuta Tarnachowicz        |
| 1961 | Jadwiga Czarkowska   | Anna Sidwa                 |                            |
| 1962 | Irena Waligóra       | Helena Olech               | Danuta Tarnachowicz        |
| 1963 | Henryka Gryczuk      |                            |                            |
| 1964 | Henryka Gryczuk      | Maria Sidwa                |                            |
| 1965 | Henryka Laskus       | Maria Sidwa                |                            |
| 1966 | Jolanta Masłoń       |                            |                            |
| 1967 | Maria Maszczyk       |                            |                            |
| 1984 | Małgorzata Sandej    | Beata Bielas               | Grażyna Stecka             |
| 1986 | Anna Gnetner         | Justyna Michalak           | Małgorzata Jędrzejewska    |
| 1987 | Bogumiła Matusiak    |                            |                            |
| 1988 | Małgorzata Sandej    | Justyna Michalak           | Bogumiła Matusiak          |
| 1989 | Anna Gnetner         |                            |                            |
| 1990 | Agnieszka Godras     | Małgorzata Jędrzejewska    | Bogumiła Matusiak          |
| 1991 | Agnieszka Godras     | Małgorzata Jędrzejewska    | Urszula Milewska           |
| 1992 | Agnieszka Godras     | Małgorzata Jędrzejewska    | Bogumiła Matusiak          |
| 1993 | Bogumiła Matusiak    | Agnieszka Godras           | Małgorzata Jędrzejewska    |
| 1994 | Agnieszka Godras     | Bogumiła Matusiak          | Małgorzata Jędrzejewska    |
| 1995 | Bogumiła Matusiak    | Małgorzata Jędrzejewska    | Agnieszka Godras           |
| 1996 | Agnieszka Wiśniewska | Monika Kotek               | Bogumiła Matusiak          |
| 1997 | Bogumiła Matusiak    | Małgorzata Sandej          | Dorota Czynszak            |
| 1998 | Bogumiła Matusiak    | Monika Kotek               | Paulina Brzeźna            |
| 1999 | Bogumiła Matusiak    | Anna Skawińska             | Paulina Brzeźna            |
| 2000 | Bogumiła Matusiak    | Monika Tyburska            | Małgorzata Wysocka         |
| 2001 | Bogumiła Matusiak    | Anna Skawińska             | Paulina Brzeźna            |
| 2002 | Bogumiła Matusiak    | Monika Tyburska            | Paulina Brzeźna            |
| 2003 | Bogumiła Matusiak    | Paulina Brzeźna            | Małgorzata Wysocka         |
| 2004 | Bogumiła Matusiak    | Paulina Brzeźna            | Magdalena Zamolska         |
| 2005 | Paulina Brzeźna      | Małgorzata Jasińska        | Maja Włoszczowska          |
| 2006 | Maja Włoszczowska    | Paulina Brzeźna            | Anna Szafraniec            |
| 2007 | Maja Włoszczowska    | Aleksandra Wnuczek         | Anna Harkowska             |
| 2008 | Paulina Brzeźna      | Małgorzata Jasińska        | Anna Harkowska             |
| 2009 | Małgorzata Jasińska  | Edyta Jasińska             | Paulina Brzeźna            |
| 2010 | Małgorzata Jasińska  | Maja Włoszczowska          | Aleksandra Dawidowicz      |
| 2011 | Anna Szafraniec      | Paulina Brzeźna-Bentkowska | Maja Włoszczowska          |
| 2012 | Katarzyna Pawłowska  | Paulina Brzeźna-Bentkowska | Małgorzata Jasińska        |
| 2013 | Eugenia Bujak        | Paulina Brzeźna-Bentkowska | Katarzyna Pawłowska        |
| 2014 | Paulina Guz          | Monika Brzeźna             | Monika Żur                 |
| 2015 | Małgorzata Jasińska  | Katarzyna Wilkos           | Paulina Brzeźna-Bentkowska |
| 2016 | Katarzyna Niewiadoma | Anna Plichta               | Małgorzata Jasińska        |
| 2017 | Karolina Karasiewicz | Monika Brzezna             | Anna Plichta               |
| 2018 | Małgorzata Jasińska  | Nikol Płosaj               | Daria Pikulik              |
| 2019 | Lucja Pietrzak       | Agnieszka Skalniak         | Marta Lach                 |
| 2020 | Marta Lach           | Katarzyna Wilkos           | Łucja Pietrzak             |
| 2021 | Karolina Karasiewicz | Daria Pikulik              | Dominika Włodarczyk        |
| 2022 | Wiktoria Pikulik     | Dorota Przezak             | Daria Pikulik              |
| 2023 | Monika Brzezna       | Karolina Perekitko         | Zuzanna Chylińska          |
| 2024 | Dominika Włodarczyk  | Marta Jaskulska            | Zuzanna Chylińska          |
| 2025 | Katarzyna Niewiadoma | Dominika Włodarczyk        | Agnieszka Skalniak         |